# Crash Team Racing: Nitro-Fueled
Crash Team Racing: Nitro-Fueled est un jeu vidéo de course développé par Beenox et édité par Activision, sorti le 21 juin 2019 sur PlayStation 4, Xbox One et Nintendo Switch. Il s'agit d'un remake de Crash Team Racing, paru en 1999 sur PlayStation.

## Nouveautés
Parmi les nouveautés de Crash Team Racing: Nitro-Fueled, on y trouve le jeu en ligne qui n'existait pas à l'époque. On peut également personnaliser son kart, en changeant le châssis, les roues et la peinture. On peut même y ajouter des autocollants. Tous les personnages disposent également de costumes alternatifs.

## Modes de jeu
Le jeu propose différents modes :
- Mode aventure : Ce mode propose de revivre l'histoire originale de Crash Team Racing, où Crash et ses amis tentent d'arrêter Nitros Oxide, qui veut transformer la Terre en parking. Le joueur peut choisir la difficulté, ainsi que deux modes différents : Le Nitro-Fueled, qui permet de changer de personnage à tout moment, ou le Mode Classique, qui comme dans le jeu original, nous oblige à incarner le même personnage durant toute l'aventure. Les boss dans le mode aventure sont : "Ripper Roo", "Papu Papu", "Komodo Joe", "Pinstripe Potoroo" et "Nitros Oxide".
- Mode Course Unique : Le joueur peut choisir le circuit qu'il veut et y affronter d'autres personnages contrôlés par l'ordinateur.
- Mode Coupe : Une coupe qui comporte quatre circuits.
- Mode Combat : Différents mini-jeux sont disponibles dans ce mode : Bataille Limite, Capture de drapeau, Prise de cristal, Dernier Kart et Vol de bacon.
- Contre la montre : Pour essayer de battre les records de temps.
- Course de Reliques : Il faut finir la course avec le meilleur temps pour gagner une relique.
- Défi de Cristaux : Le but est de récupérer tous les cristaux d'une arène.
- Défi CTR : Le joueur doit collecter, lors d'une course, les lettres C, T et R afin de gagner des jetons CTR.
- Défi des anneaux : Ce mode a été ajouté lors d'une mise à jour en novembre 2019. Il consiste à passer à travers des anneaux sur les différents circuits, afin de récolter le maximum de points.
- En ligne : Permet d'affronter des joueurs du monde entier.

De plus, le jeu ajoute régulièrement un mode "Grand Prix" temporaire, qui permet de débloquer de nouveaux personnages (tels que Tawna, Bébé T-Rex, ou encore Spyro).

## Personnages jouables
Le jeu reprend l'intégralité des personnages jouables dans Crash Team Racing, Crash Nitro Kart (y compris les boss jouables uniquement sur la version Gameboy Advance), Crash Tag Team Racing et Crash Nitro Kart 2 (un jeu mobile). Il ajoute aussi d'autres personnages de l'univers de Crash Bandicoot, ainsi que des personnages de la série Spyro the Dragon. Le jeu totalise un total de 56 personnages jouables.
Les personnages sont répartis en quatre catégories, auxquelles s'est ajoutée une cinquième lors de la mise à jour d'octobre 2019:
- Équilibré : ont des statistiques équilibrées partout.
- Accélération : ont une bonne accélération, mais une vitesse de pointe et une maniabilité moyennes.
- Virage : sont facilement maniables, ce qui leur permet de bien négocier les virages, mais n'ont pas une grande vitesse.
- Vitesse : ont une très grande vitesse, mais aussi une accélération moyenne et une maniabilité capricieuse.
- Glissade: ont une bonne vitesse et une maniabilité hors-pair lors des dérapages, mais une très mauvaise accélération ne laissant aucun droit à l'erreur.

La mise à jour d'octobre 2019 permet également de choisir n'importe quelle catégorie pour n'importe quel personnage. Toutefois, il est possible de garder les stats de "base" en sélectionnant la catégorie Classique.
Les personnages sont classés comme ceci : personnage (catégorie, masque de protection).
Crash Team Racing
- Crash Bandicoot (équilibré, Aku Aku)
- Docteur Neo Cortex (équilibré, Uka Uka)
- Tiny Tiger (vitesse, Uka Uka)
- Coco Bandicoot (accélération, Aku Aku)
- Docteur N. Gin (accélération, Uka Uka)
- Dingodile (vitesse, Uka Uka)
- Polar (virage, Aku Aku)
- Pura (virage, Aku Aku)
- Penta Penguin (vitesse, Aku Aku et Uka Uka)
- Ripper Roo (virage, Uka Uka)
- Papu Papu (vitesse, Uka Uka)
- Komodo Joe (équilibré, Uka Uka)
- Pinstripe Potoroo (accélération, Uka Uka)
- Faux Crash (équilibré, Uka Uka)
- Nitros Oxide (accélération, masque de Vélo)
- Docteur N. Tropy (vitesse, Uka Uka)

Nitro Kart
- Crunch Bandicoot (vitesse, Aku Aku)
- Krunk (virage, masque de Vélo)
- Petit Norm (équilibré, masque de Vélo)
- Big Norm (vitesse, masque de Vélo)
- Nash (accélération, masque de Vélo)
- N. Trance (accélération, masque de Vélo)
- Vrai Velo (virage, masque de Vélo)
- Geary (équilibré, masque de Vélo)
- Zam (virage, masque de Vélo)
- Zem (vitesse, masque de Vélo)

Tag Team Racing
- Pasadena O'Possum (vitesse, Aku Aku)
- Ebenezer Von Clutch (équilibré, Aku Aku)
- Chick (équilibré, Aku Aku)
- Stew (accélération, Aku Aku)

Nitro Kart 2
- Yaya Panda (vitesse, Aku Aku)

Nitro-Fueled
- Tawna (accélération, Aku Aku)
- Ami (vitesse, Aku Aku)
- Megumi (accélération, Aku Aku)
- Liz (virage, Aku Aku)
- Isabella (équilibrée, Aku Aku)
- Bébé Crash (virage, Aku Aku)
- Bébé Coco (accélération, Aku Aku)
- Bébé T-Rex (vitesse, Aku Aku)
- Komodo Moe (équilibré, Uka Uka)
- Docteur Nitrus Brio (accélération, Uka Uka)
- Nina Cortex (vitesse, Uka Uka)
- Koala Kong (vitesse, Uka Uka)
- Roi Poulet (glissade, tous les masques)
- Rilla Roo (virage, Uka Uka)
- Hasty (glissade, Aku Aku)
- Mega-Mix (équilibré, Uka Uka)
- Empereur Velo XXVII (accélération, masque de Vélo)
- Assistant de laboratoire (virage, Uka Uka)
- Bébé Cortex (équilibré, Uka Uka)
- Bébé N.Tropy (accélération, Uka Uka)
- Rilla Roo original (vitesse, Uka Uka)
- Caisse Point de contrôle (glissade, tous les masques)

Spyro the Dragon
- Spyro (vitesse, Sparx)
- Chasseur (équilibré, Sparx)
- Gnasty Gnorc (virage, Sparx)

Notes
- Bien qu’originellement présent dans Crash Team Racing, Nitros Oxide n'a été jouable qu'à partir de Crash Nitro Kart.
- Avant la mise à jour de juillet 2019, tous les personnages protégés par le masque de Vélo étaient protégés par Uka Uka.
- Sur le Circuit de Spyro, Sparx s'impose comme masque de protection pour tous les personnages. Il en va de même pour Megamix Mania avec le masque Apo Apo (une fusion entre Aku Aku et Uka Uka).

## Distribution

### Voix Originales
- Crash Bandicoot : Jess Harnell

### Voix françaises
- Coco Bandicoot, Pasadena : Brigitte Guedj
- Crunch Bandicoot, Dr Néo Cortex, Bébé Cortex, Mégamix, Vrai Velo : Martial Le Minoux
- Aku Aku, Uka Uka : Sylvain Lemarié
- N.Gin : Patrice Baudrier
- Tiny Tiger, Komodo Joe, Krunk : Patrick Borg
- Dingodile, Pinstripe : David Krüger
- N. Tropy, Bébé N. Tropy, Ebenezer Von Clutch : Stéphane Ronchewski
- Papu Papu : Philippe Dumond
- Nitros Oxide, N. Trance, Geary : Jérémy Prévost
- Big Norm, Nash : Marc Saez
- Zem, l’Empereur Velo XXVII : Patrice Melennec
- Tawna : Odile Cohen
- Megumi : Isabelle Volpé
- Koala Kong, Komodo Moe : Frédéric Souterelle
- Hasty : Thierry Kazazian
- Chick : Yann Pichon
- Stew : Pierre-Alain de Garrigues
- Spyro : Alexandre Gillet
- Nina Cortex : Caroline Pascal
- Dr Nitrus Brio : Philippe Spiteri
- Yaya Panda : Kelly Marot
- Ami, Isabella : Marie Nonnenmacher

## Circuits et Arènes

### Circuits (Personnage)
Le jeu dispose des 31 circuits issus de Crash Team Racing et Crash Nitro Kart. Neuf nouveaux circuits sont également ajoutés avec le mode Grand Prix, soit un total de 40 circuits.
Crash Team Racing
- Crique Crash (Crash Bandicoot)
- Grotte Mystère (Inconnu)
- Circuit Egouts (Inconnu)
- Tubes Roo (Ripper Roo)
- Stade Glissade (Ami, Megumi, Liz et Isabella)
- Circuit Turbo (Inconnu)
- Parc Coco (Coco Bandicoot)
- Temple Tigre (Pura)
- Pyramide Papu (Papu Papu)
- Canyon Dingo (Dingodile)
- Col Polar (Polar)
- Arène Tiny (Tiny Tiger)
- Mines Dragon (Komodo Joe)
- Falaises Glacées (Penta Penguin)
- Piste Air (Pinstripe Potoroo)
- Château Cortex (Dr Néo Cortex)
- Labo N. Gin (Dr N. Gin)
- Station Oxide (Nitros Oxide)

Crash Nitro Kart
- Île Infernale (Inconnu)
- Jungle en folie (Krunk)
- Horloge Wumpa (Petit Norm)
- Androïdes (Geary)
- Electrons (Inconnu)
- Eaux profondes (Nash)
- Foudre (Big Norm)
- Temple de Tiny (Tiny Tiger)
- Gorges du Météore (Inconnu)
- Ruines de Barin (Inconnu)
- Hors Temps (Dr N. Tropy)
- Production (Inconnu)
- Hyperespace (Vrai Vélo)

Nouveaux circuits (personnage)
- Stade Rétro (exclusif à la version Playstation 4, Inconnu)
- Circuit du Crépuscule (Tawna)
- Parc Préhistorique (Bébé T-Rex et Faux Crash)
- Circuit de Spyro (Spyro)
- Cauchemar de Nina (Nina Cortex)
- Cirque Koala (Koala Kong)
- Chevauchée de pain d'épice (Hasty)
- Megamix Mania (Megamix)
- Drive Dangereux (Empereur Vélo XXVII)

### Arènes
Les arènes sont au nombre de 12, également issues de Crash Team Racing et Crash Nitro Kart.
Crash Team Racing
- Tête de mort
- Cour Nitro
- Parking
- Chemin ardu
- Sous sol Labo
- Ruines
- Bassin Nord

Crash Nitro Kart
- Panique au temple
- Frénésie de glace
- Tempête du désert
- Fracas Magnétique
- Terra Drome

## Développement
Le jeu est annoncé en décembre 2018 lors de la cérémonie des Game Awards, alors que sont déjà sortis à l'été 2017 Crash Bandicoot: N. Sane Trilogy, remake des trois premiers jeux de la série Crash Bandicoot, et en novembre 2018 Spyro Reignited Trilogy, remake également des premiers jeux Spyro the Dragon, tous les deux édités par Activision. Il s'inscrit donc dans une vague de remakes de jeux à succès des années 1990.

## Critiques
- Gameblog : 9/10[3]
- Gamekult : 6/10[4]
- Jeuxvideo.com : 18/20[5]